# Кубок Шотландії з футболу 2007—2008
Кубок Шотландії з футболу 2007–2008 — 123-й розіграш кубкового футбольного турніру у Шотландії. Титул здобув Рейнджерс.

## Календар
| Раунд        | Дата                                           | Матчі | Клуби   |
| ------------ | ---------------------------------------------- | ----- | ------- |
| Перший раунд | 29 вересня 2007, 6 жовтня 2007                 | 17+2  | 81 → 64 |
| Другий раунд | 27 жовтня 2007, 3-6 листопада 2007             | 16+2  | 64 → 48 |
| Третій раунд | 24 листопада 2007, 4-5 грудня 2007             | 16+2  | 48 → 32 |
| 1/16 фіналу  | 12-28 січня 2008, 22-28 січня 2008             | 16+4  | 32 → 16 |
| 1/8 фіналу   | 2-12 лютого 2008, 12 лютого - 9 березня 2008   | 8+3   | 16 → 8  |
| 1/4 фіналу   | 8-19 березня 2008, 18 березня - 13 квітня 2008 | 4+3   | 8 → 4   |
| 1/2 фіналу   | 12-20 квітня 2008                              | 2     | 4 → 2   |
| Фінал        | 24 травня 2008                                 | 1     | 2 → 1   |

## 1/16 фіналу
| Команда 1                | Рахунок | Команда 2                 |
| ------------------------ | ------- | ------------------------- |
| 12 січня 2008            |         |                           |
| Селтік                   | 3:0     | Стерлінг Альбіон (2)      |
| Фолкерк                  | 2:2     | Абердин                   |
| Гамільтон Академікал (2) | 0:0     | Бріхін Сіті (3)           |
| Гарт оф Мідлотіан        | 2:2     | Мотервелл                 |
| Гіберніан                | 3:0     | Інвернесс Каледоніан Тісл |
| Грінок Мортон (2)        | 2:2     | Гретна                    |
| Квін оф зе Саут (2)      | 4:0     | Лінлітгоу Роуз (Ю)        |
| Сент-Міррен              | 3:0     | Дамбартон (4)             |
| 15 січня 2008            |         |                           |
| Хантлі (5)               | 1:3     | Данді (2)                 |
| Лівінгстон (2)           | 2:0     | Ковденбіт (3)             |
| Сент-Джонстон (2)        | 3:1     | Рейт Роверз (3)           |
| 16 січня 2008            |         |                           |
| Клайд (2)                | 0:1     | Данді Юнайтед             |
| 22 січня 2008            |         |                           |
| Партік Тісл (2)          | 2:1     | Данфермлін Атлетік (2)    |
| 23 січня 2008            |         |                           |
| Коув Рейнджерс (5)       | 2:4     | Росс Каунті (3)           |
| Рейнджерс                | 6:0     | Іст Стерлінгшир (4)       |
| 28 січня 2008            |         |                           |
| Ейрдрі Юнайтед (3)       | 0:2     | Кілмарнок                 |

Перегравання
| Команда 1       | Рахунок | Команда 2                |
| --------------- | ------- | ------------------------ |
| 22 січня 2008   |         |                          |
| Абердин         | 3:1     | Фолкерк                  |
| Мотервелл       | 1:0     | Гарт оф Мідлотіан        |
| 28 січня 2008   |         |                          |
| Бріхін Сіті (3) | -:+     | Гамільтон Академікал (2) |
| Гретна          | 0:3     | Грінок Мортон (2)        |

## 1/8 фіналу
| Команда 1         | Рахунок | Команда 2                |
| ----------------- | ------- | ------------------------ |
| 2 лютого 2008     |         |                          |
| Абердин           | 1:0     | Гамільтон Академікал (2) |
| Кілмарнок         | 1:5     | Селтік                   |
| Лівінгстон (2)    | 0:0     | Партік Тісл (2)          |
| Грінок Мортон (2) | 0:2     | Квін оф зе Саут (2)      |
| Сент-Міррен       | 0:0     | Данді Юнайтед            |
| 3 лютого 2008     |         |                          |
| Гіберніан         | 0:0     | Рейнджерс                |
| 11 лютого 2008    |         |                          |
| Мотервелл         | 1:2     | Данді (2)                |
| 12 лютого 2008    |         |                          |
| Росс Каунті (3)   | 0:1     | Сент-Джонстон (2)        |

Перегравання
| Команда 1       | Рахунок      | Команда 2      |
| --------------- | ------------ | -------------- |
| 12 лютого 2008  |              |                |
| Партік Тісл (2) | 1:1 пен. 5:4 | Лівінгстон (2) |
| 13 лютого 2008  |              |                |
| Данді Юнайтед   | 0:1          | Сент-Міррен    |
| 9 березня 2008  |              |                |
| Рейнджерс       | 1:0          | Гіберніан      |

## 1/4 фіналу
| Команда 1           | Рахунок | Команда 2       |
| ------------------- | ------- | --------------- |
| 8 березня 2008      |         |                 |
| Квін оф зе Саут (2) | 2:0     | Данді (2)       |
| Сент-Джонстон (2)   | 1:1     | Сент-Міррен     |
| 9 березня 2008      |         |                 |
| Абердин             | 1:1     | Селтік          |
| Рейнджерс           | 1:1     | Партік Тісл (2) |

Перегравання
| Команда 1       | Рахунок | Команда 2         |
| --------------- | ------- | ----------------- |
| 18 березня 2008 |         |                   |
| Сент-Міррен     | 1:3     | Сент-Джонстон (2) |
| Селтік          | 0:1     | Абердин           |
| 13 квітня 2008  |         |                   |
| Партік Тісл (2) | 0:2     | Рейнджерс         |

## 1/2 фіналу
| Команда 1           | Рахунок      | Команда 2 |
| ------------------- | ------------ | --------- |
| 12 квітня 2008      |              |           |
| Квін оф зе Саут (2) | 4:3          | Абердин   |
| 20 квітня 2008      |              |           |
| Сент-Джонстон (2)   | 1:1 пен. 3:4 | Рейнджерс |

## Фінал
| 24 травня 2008 17:00 (EEST) |

| Квін оф зе Саут (2) | 2:3      | Рейнджерс               |
| ------------------- | -------- | ----------------------- |
| Тош 50' Томсон 52'  | Протокол | Бойд 33', 71' Бізлі 43' |

| Гемпден-Парк, Глазго Глядачів: 48 821 Арбітр: Стюарт Даугал |